# José Rolón
Pour les articles homonymes, voir Rolón.
José Paulino de Jesús Rolón Alcaráz, né le 22 juin 1876 à Zapotlán el Grande et mort le 3 février 1945 à Mexico, est un compositeur, chef d'orchestre et professeur de musique mexicain,. Élève de Nadia Boulanger, il compose quelques œuvres d'importance du panorama musical (notamment orchestrales) de la première moitié du XXe siècle dans son pays, dans une thématique nationaliste, sans être impliqué directement dans le courant dans lequel ont participé autres compositeurs contemporains, notamment José Pablo Moncayo et Manuel María Ponce. En 1915, il fonde l'Orchestre symphonique de Guadalajara.

## Biographie
Ses parents étaient Eduviges Alcaráz et Feliciano Rolón, musicien et fondateur de l'Orchestre de Zapotlán. Après ses premières leçons reçues de son père, il effectue ses premières études avec Arnulfo Cárdenas et à sa mort, entre au séminaire de Zapotlán, qu'il abandonne en raison de la mort de sa mère. 
En 1899, il s'est marié et sa première fille, María Luisa, est née. Sa femme est décédée l'année suivante en donnant naissance à leur deuxième fille, qui mourra également peu de temps après. Rolón s'installe à Guadalajara, la capitale de l'État de Jalisco, en 1902 pour poursuivre ses études musicales avec Francisco Godinez. 
Il étudie en 1903 à Paris avec Moritz Moszkowski et plus tard, en 1927, avec Paul Dukas et Nadia Boulanger,. Pendant son séjour européen de quatre ans, il visite la France, l'Espagne, la Hongrie, la Belgique, les Pays-Bas, la Suisse et l'Angleterre. En 1907, il fonde l'Académie Rolón, base de la future École normale de musique de Guadalajara et l'orchestre philharmonique de Jalisco en 1912.
À son retour au Mexique, il se consacre à l'enseignement en tant que professeur au Conservatoire national de musique, où il a la charge les classes de piano, de pédagogie musicale, contrepoint et composition. Il a composé près de cent œuvres, dont une Symphonie, des poèmes symphoniques — parmi lesquels Cuauhtémoc (1929) et Zapotlán (1895 ; réorchestration en 1925) qui sont les plus intéressants, pour l'utilisation de matériels mexicains autochtones, ainsi que par une orchestration efficace), un Concert pour piano et orchestre, un Quatuor à cordes d'excellente facture contrapontique et de nombreuses pièces pour piano et des mélodies. Ses œuvres sont publiées par Schirmer à New York ; Max Eschig et Leduc à Paris ; Wagnr, au Mexique.
José Rolón meurt le 3 février 1945 à Mexico. Parmi ses élèves au Conservatoire figurent Blas Galindo, Carlos Jiménez Mabarak et Salvador Moreno. Malgré son désir de s'exprimer dans un langage contemporain, il ne peut cacher l'influence de sa terre.

## Œuvres
- Symphonie (1918-1919)
- El festín de los enanos [« Le festin des nains »] pour orchestre (1925)
- Danses indigènes pour piano.
- Concerto pour piano et orchestre (1935)
- Quatuor à cordes (1935)

Mélodies
- Ingrata, mélodie pour ténor et piano.
- Trois mélodies pour piano et chant (1929) sur des poèmes (français) de Pierre Reyniel.
- Épigrame (1929), mélodie pour soprano et piano. Poème de Ronaldo de Cavalho.
- ¿Quién me compra una naranja? [« Qui m'achète une orange ? »] (1931), mélodie pour soprano et piano. Poème de José Gorostiza.
- No le hableis de amor, mélodie pour piano et chant (1931) Poème d'Amado Nervo.
- Deseos [Désirs] (1931/1932), mélodie pour soprano et piano. Poème de Carlos Pellicer.
- Canción de la noche [« Mélodie de la nuit »] (1932), pour soprano et piano. Poème de Rodolpho Usigli.
- Dibujos sobre un puerto (1932), mélodies pour soprano et piano. Poème de José Gorostiza.
- Incolor (1932), mélodie pour soprano et voix. Poème de Xavier Villaurrutia
- Mi tristeza es como un rosal florido (c. 1932), mélodie pour soprano et piano. Poème de Enrique Gonzales Martinez.
- Naufrage (1937), mélodie pour soprano et piano. Poème de Salvador Novo.

## Discographie
- Musique de chambre : Mélodies et quatuor à cordes - Lourde Ambriz, soprano ; Ricardo Miranda, piano ; Cuarteto Latinoamericano (27-28 septembre, 15 et 24 octobre 1994, Quindecim QP 051)